# Krchleby (Olomouc)
Krchleby é uma comuna checa localizada na região de Olomouc, distrito de Šumperk.